# Lobi
Los lobi son un grupo étnico que viven en las regiones de Gaoua y Diebougou de Burkina Faso y en Costa de Marfil. Originalmente habitaban en Ghana, en el área comprendida entre los ríos Volta Negro y Blanco hasta que a finales de 1700, se tuvieron que desplazar en busca de mejores tierras para cultivar, hacia sus actuales emplazamientos. Ahora están desperdigados por la región. Su idioma es el lobiri. Lobi es un término general érico para referirse a varios grupos étnicos.
Se considera a Gaoua la capital del Lobi, Se organizan en comunidades, cada una con su propia personalidad.  Los lobi nunca tuvieron una organización política centralizada. Aunque su territorio fue colonizado por los franceses en 1901, se vieron poco afectados por la colonización. En Costa de Marfil están considerados entre los grupos étnicos más pobres del país. Los tusia (tusyan), que viven al este de Banfora, y los dorosie (dorobe), que viven alrededor de Lakosso, ambos en Burkina Faso, son subgrupos de los lobi.

## Historia
Los Lobi viven en África Occidental, en el triángulo fronterizo de Burkina Faso, Costa de Marfil y Ghana. La principal zona de asentamiento es el suroeste de Burkina Faso (antiguo Alto Volta), adonde habrían emigrado desde Ghana a través del Volta Negro en el siglo XVIII. Cuando se menciona a los lobi en la bibliografía pertinente, se suele hacer referencia no sólo a los propios lobi, sino también a grupos étnicos vecinos como Birifor, Téguessié (Thunna), Pougouli (Pwa), Dagara o Gan, con los que los lobi están estrechamente relacionados a través de la religión, las tradiciones, las costumbres y, en algunos casos, la lengua. La agrupación bajo el término genérico Lobi se remonta a 1898, cuando la zona de asentamiento de estas tribus fue resumida administrativamente por la potencia colonial francesa en el «Cercle du Lobi». Durante mucho tiempo, sus habitantes se negaron a cooperar con los franceses. Eran temidos como extremadamente belicosos y agresivos, no sólo por los europeos sino también por sus vecinos africanos.

## Arte
Desde la década de 1970, la obra artística de los lobi es cada vez más conocida en Occidente. Varios investigadores han estudiado el arte lobi en sus países de origen. Al mismo tiempo, coleccionistas, aficionados, etnólogos e historiadores del arte de Europa y Estados Unidos empezaron a estudiar objetos de esta cultura en sus colecciones. Como resultado, este grupo étnico, que hasta entonces había recibido poca atención por parte de museos y coleccionistas privados, recibió una mayor atención, que culminó con la reconstrucción del santuario Tyohepte Pale en el Musée du quai Branly de París. En Alemania, ha habido hasta ahora dos exposiciones temporales en museos públicos que se han centrado explícitamente en esculturas lobi: en 2011/12 en el Skulpturenmuseum Glaskasten de Marl y en 2016 en el Museum der städtischen Sammlungen im Zeughaus de Lutherstadt Wittenberg. Una característica especial del arte lobi es la identificabilidad de los talladores y talleres individuales. Esta especialidad, que distingue a los Lobi de muchos otros grupos étnicos africanos, fue el centro de atención de estas dos exposiciones y se subrayó explícitamente en el título de la exposición de Wittenberg «El descubrimiento del individuo». El individualismo significativo de las esculturas de los Lobi tiene su origen en su Acéfalo orden social.

## Literatura
- Julien Bosc, Floros Katsouros: Tyohepte Pale 2009, ISBN 978-3-00027146 5
- Rainer Greschik, Nils Seethaler (prólogo): Lobi. Esculturas de África Occidental de la Colección Greschik. Publicado con motivo de la exposición «Die Entdeckung des Individuums» en Lutherstadt Wittenberg, 2016.
- Klaus Schneider: Handwerk und materielle Kultur der Lobi in Burkina Faso. (Estudios de Estudios Culturales) Franz Steiner, Stuttgart 1990.
- Hans Himmelheber: Figuren und Schnitztechnik bei den Lobi, Elfenbeinküste. En: Tribus, nº 15, 1966, pp. 63-87.